# Le cose che non dici
Le cose che non dici è un singolo del cantautore italiano Tiziano Ferro, pubblicato il 4 febbraio 2003 come quinto estratto dal primo album in studio Rosso relativo.

## Descrizione
Traccia d'apertura dell'album, il brano è stato tradotto anche in lingua spagnola con il titolo Las cosas que no dices.

## Video musicale
Il video è stato diretto da Cosimo Alemà ed è ambientato nel salone di un castello moderno, dove Ferro esegue una coreografia insieme ad un corpo di ballo.
In parecchie scene del video, oltre al cantautore che si aggira per il castello vi è anche una tigre.

## Tracce
CD promozionale (Italia)
1. Le cose che non dici – 3:56

CD promozionale (Spagna)
1. Las cosas que no dices – 3:56